# Jones County (Georgia)
Das Jones County ist ein County im Bundesstaat Georgia der Vereinigten Staaten. Der Verwaltungssitz (County Seat) ist Gray, benannt nach James Madison Gray, der die Konföderierten während des Bürgerkrieges finanziell unterstützte.

## Geographie
Das County liegt etwa 30 km nördlich des geographischen Zentrums von Georgia und hat eine Fläche von 1024 Quadratkilometern, wovon vier Quadratkilometer Wasserfläche sind, und grenzt im Uhrzeigersinn an folgende Countys: Putnam County, Baldwin County, Wilkinson County, Twiggs County, Bibb County, Monroe County, und Jasper County.
Das County ist Teil der Metropolregion Macon.

## Geschichte
Jones County wurde am 10. Dezember 1807 als 30. County von Georgia aus Teilen des Baldwin County gebildet. Benannt wurde es nach James Jones, einem Kongress-Mitglied von Georgia.

## Demografische Daten
Laut der Volkszählung von 2010 verteilten sich die damaligen 28.669 Einwohner auf 10.586 bewohnte Haushalte, was einen Schnitt von 2,68 Personen pro Haushalt ergibt. Insgesamt bestehen 11.688 Haushalte.
xxx % der Haushalte waren Familienhaushalte (bestehend aus verheirateten Paaren mit oder ohne Nachkommen bzw. einem Elternteil mit Nachkomme) mit einer durchschnittlichen Größe von 3,10 Personen. In 38,8 % aller Haushalte lebten Kinder unter 18 Jahren sowie in 24,9 % aller Haushalte Personen mit mindestens 65 Jahren.
28,7 % der Bevölkerung waren jünger als 20 Jahre, 23,3 % waren 20 bis 39 Jahre alt, 29,5 % waren 40 bis 59 Jahre alt und 18,7 % waren mindestens 60 Jahre alt. Das mittlere Alter betrug 39 Jahre. 48,4 % der Bevölkerung waren männlich und 51,6 % weiblich.
73,2 % der Bevölkerung bezeichneten sich als Weiße, 24,4 % als Afroamerikaner, 0,2 % als Indianer und 0,7 % als Asian Americans. 0,4 % gaben die Angehörigkeit zu einer anderen Ethnie und 1,1 % zu mehreren Ethnien an. 1,1 % der Bevölkerung bestand aus Hispanics oder Latinos.
Das durchschnittliche Jahreseinkommen pro Haushalt lag bei 51.857 USD, dabei lebten 16,8 % der Bevölkerung unter der Armutsgrenze.

## Kultur und Sehenswürdigkeiten

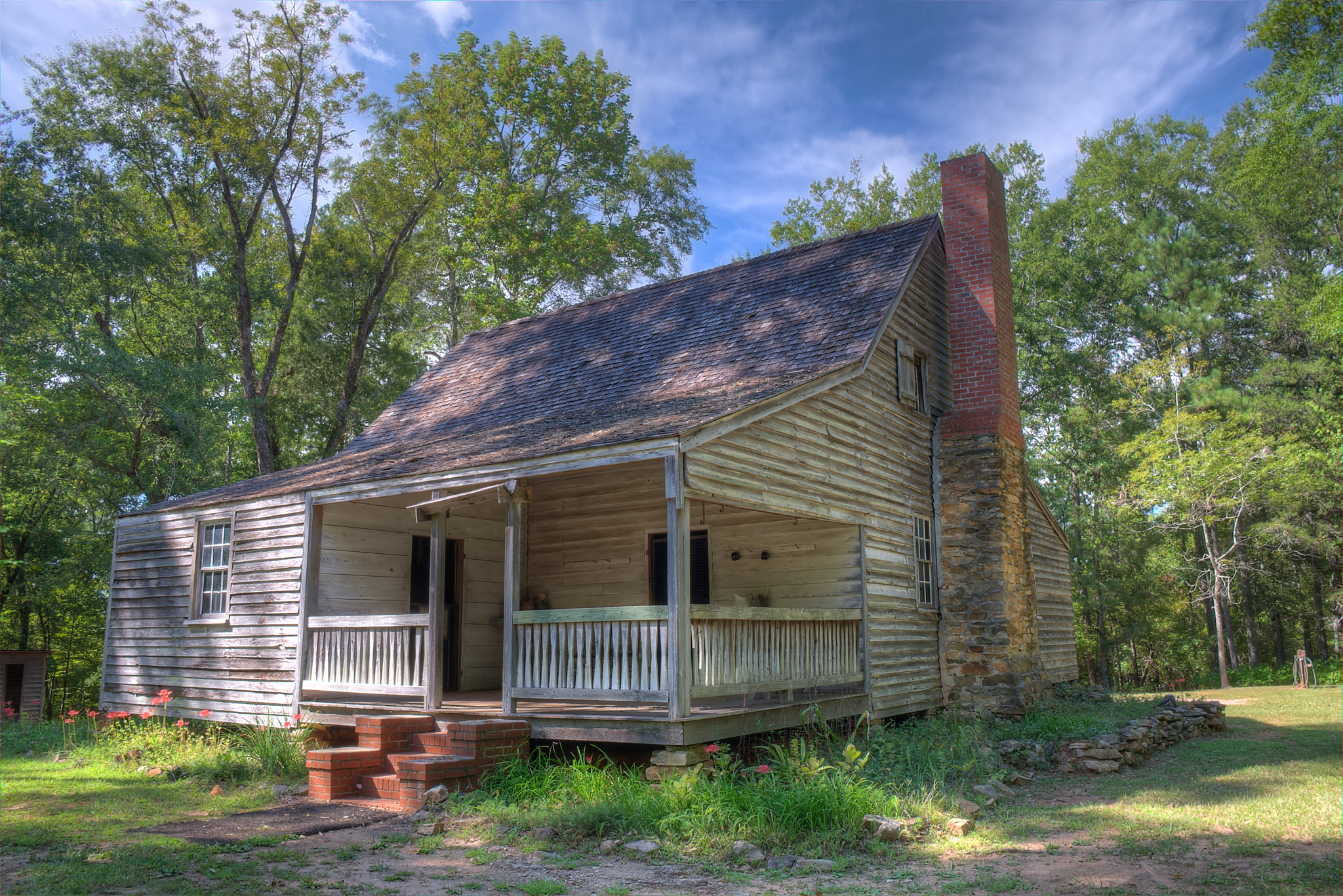
Jarrell Plantation in Juliette (2015). Die Plantage entstand im Jahr 1847 und diente der Baumwollproduktion auf Grundlage der Zwangsarbeit von knapp 40 Sklaven. John Jarrell betrieb den Hof nach dem Sezessionskrieg weiter; im Jahr 1974 überließen seine Nachfahren die Plantage dem Staat Georgia. Der Historic District gilt als ein besonders gut erhaltenes Beispiel für eine Plantage der Mittelschicht. Im Mai 1973 wurde die Jarrell Plantation als erstes Objekt des Countys in das NRHP eingetragen.

Neun Bauwerke, Stätten und „historische Bezirke“ (Historic Districts) im Jones County sind im National Register of Historic Places („Nationales Verzeichnis historischer Orte“; NRHP) eingetragen (Stand 3. Februar 2024), neben dem Gerichts-, Verwaltungsgebäude des Countys sind dies unter anderem eine ehemalige Plantage und der historische Ortskern von Clinton, der ehemaligen Hauptstadt des Countys.

## Orte im Jones County
Orte im Jones County mit Einwohnerzahlen der Volkszählung von 2010:
City:
- Gray (County Seat) – 2084 Einwohner